# Langenberg (Weitnau)
Langenberg (mundartlich: də Langəbeərg) ist ein Gemeindeteil der Marktgemeinde Weitnau im bayerisch-schwäbischen Landkreis Oberallgäu.

## Geographie
Die Einöde liegt circa fünf Kilometer nordöstlich des Hauptorts Weitnau und liegt östlich von Wengen.

## Ortsname
Der Ortsname bedeutet entweder (Siedlung) am langen Berg oder er bezieht sich auf den Familiennamen Lang und bedeutet (Siedlung am) Berg des Lang.

## Geschichte
Langenberg wurde erstmals urkundlich im Jahr 1875 erwähnt. Der Ort gehörte bis zur bayerischen Gebietsreform 1972 der Gemeinde Wengen an.